# Ecolinguistica
L'ecolinguistica è una branca della linguistica emersa negli anni '90 come un nuovo paradigma della ricerca linguistica, che ha tenuto conto non soltanto del contesto sociale in cui è immersa una lingua, ma anche del contesto ecologico in cui sono immerse le società.  Lo studio di Michael Halliday New ways of Meaning: the challenge to applied linguistics ("Nuovi modi del significato: la sfida alla linguistica applicata") è spesso accreditato come l'opera basilare che ha fornito ai linguisti lo stimolo a prendere in considerazione il contesto ecologico e le conseguenze della lingua. Fra le altre cose, la sfida che Halliday portò avanti fu quella di rendere la linguistica rilevante nei riguardi dei temi e problemi del XXI secolo, con particolare riferimento alla diffusa distruzione degli ecosistemi. Il principale esempio che fornì Halliday fu quello della 'crescita economica', laddove descrisse come l'orientamento della lingua inglese verso termini come largo, crescente, alto e buono conferisse un aspetto di per sé positivo alla crescita, nonostante le sue negative conseguenze sul piano ecologico. A partire dalle osservazioni iniziali di Halliday, si è notevolmente sviluppato il campo dell'ecolinguistica, un recente sviluppo della quale è stata la sua applicazione all'educazione allo sviluppo sostenibile, da parte del Language & Ecology Research Forum.
L'ecolinguistica, come disciplina, può essere distinta in due branche principali: l'analisi eco-critica del discorso e l'ecologia linguistica.

## L'analisi eco-critica del discorso
L'analisi eco-critica del discorso comprende - ma non è limitata a - l'applicazione dell'analisi critica del discorso a testi riguardanti l'ambiente e l'ambientalismo, allo scopo di rivelarne le sottostanti ideologie (es.: Harré et al 1999, Stibbe 2006, 2005a, 2005b).
Nella sua più piena manifestazione, essa comprende l'analisi di qualsiasi discorso che abbia potenziali conseguenze per il futuro degli ecosistemi, come nel caso del discorso economico neo-liberista e della costruzione discorsiva del consumismo, delle questioni di genere, della politica, dell'agricoltura e della natura (es.: Goatly 2000, Stibbe 2004). L'analisi eco-critica del discorso non si limita a focalizzarsi sull'esposizione delle ideologie potenzialmente dannose, ma cerca anche rappresentazioni discorsive che possano dare un contributo ad una società ecologicamente sostenibile.

## L'ecologia linguistica
Proposta pionieristicamente dal linguista statunitense Einar Haugen, questa branca della linguistica utilizza la metafora dell'ecosistema per descrivere la relazione e l'interazione fra le diverse tipologie di lingua rinvenibili nel mondo e i gruppi di persone che le parlano. Una sana ecologia linguistica, consistente in un'ampia diversità di forme del linguaggio, è ritenuta essenziale per ecosistemi sani, dal momento che la conoscenza ecologica locale è costruita all'interno delle varietà linguistiche locali (vedi: Mühlhäusler 1995).
Un altro importante ambito della ricerca eco-linguistica è quello riguardante la gravissima perdita di diversità culturale - oltre che di biodiversità - dovuta alla progressiva scomparsa di centinaia di lingue o alla graduale perdita della loro funzione comunicativa. Il Libro Rosso Unesco delle lingue in pericolo costituisce da tempo uno strumento importante, che ha spinto studiosi e ricercatori ad analizzare cause ed effetti di questo grave fenomeno. L'ecologia linguistica, inoltre, sta tentando anche di fornire utili soluzioni e risposte, sia in termini di documentazione e studio di tante lingue che stanno ormai scomparendo ('morendo' insieme ai loro ultimi parlanti), sia di tutela e riproposta di una pluralità di strumenti comunicativi che, altrimenti, nei prossimi cento anni rischiano di dimezzarsi, lasciando a disposizione dell'umanità solo i pochi idiomi dominanti.